# LH Research
LH Research Inc. (Abk. LHR) war ein US-amerikanischer Hersteller von Schaltnetzteilen, der 1976 durch den Arzt Lawrence Lee und den Musikwissenschaftler Wally Hersom gegründet wurde.
Mit über 1000 Angestellten in Standorten in den USA, Lateinamerika und Südostasien war LHR von 1984 bis 1987 der weltweit größte Hersteller von Schaltnetzteilen. Das Unternehmen hatte Vertriebsbüros in Europa, Asien und Texas, sowie in anderen amerikanischen und internationalen Standorten, mit jeweils bis zu fünf Mitarbeitern.

## Geschichte
Angetrieben durch die Forschungsarbeit von Robert Boschert entwickelten sich Schaltnetzteile in den 1970er Jahren zu einer revolutionären Technologie, die lineare Netzteile bald überflüssig machte. Zwar war das Konzept eines Schaltnetzteils bereits seit den 1950er Jahren bekannt, aber erst durch die Verfügbarkeit von Transistoren, welche hohe Ströme in sehr hoher Frequenz mit hohen Spannungen schalten konnten, waren Schaltnetzteile erstmalig preiswert herstellbar.
1975 entwickelte Wally Hersom sein eigenes Schaltnetzteil-Design, einen Vollbrückengegentaktwandler. LHR, welche die erste Firma war, die ausschließlich Schaltnetzteile ("switched mode power supplies – SMPS") produzierte, nutzte dieses Design als Grundlage für die Entwicklung und Herstellung von Netzteilen für Minicomputer und Mainframes.
Hersom verließ LH Research 1983 und gründete 1984 die Firma HC Power. Diese Firma verkaufte er an Power-One, Inc. Dort war Hersom bis zu seinem Rücktritt 2001 Chef der Telekommunikationsabteilung.

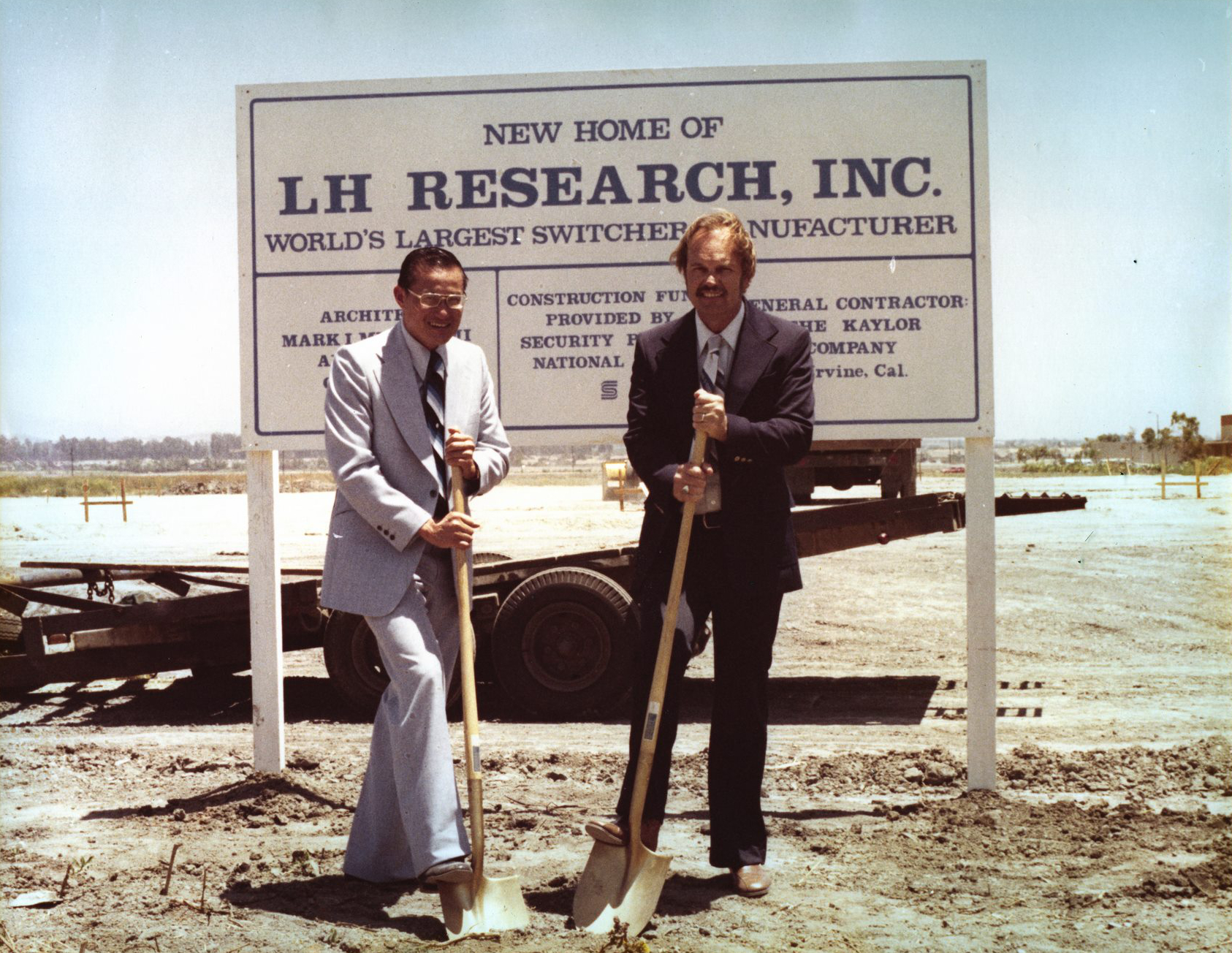
Die Gründer Lee & Hersom bei der Grundsteinlegung eines Werks in Irvine, Kalifornien im Februar 1980

## Einsatzgebiete
Der bekannteste Einsatz war ein „Mighty-MITE MM 72, 375-Watt“-Netzteil im Xerox-Alto-Computer. Auch wurden in vielen Computermodellen der Firma Silicon Graphics LHR-Netzteile eingesetzt, zum Beispiel in der „Professional IRIS“-Workstation von 1988 (1000 Watt MMA 44, siehe Bild). Im Convex-C1-Vector-Minisupercomputer wurden drei 1000-Watt-„Super-MITE SM 11“-Netzteile verwendet. Weitere Einsatzgebiete für LHR-Netzteile waren Prozessüberwachungsgeräte, Medizintechnik, Satellitenkommunikationssysteme, CNC-Maschinen und Videoanzeigesysteme.

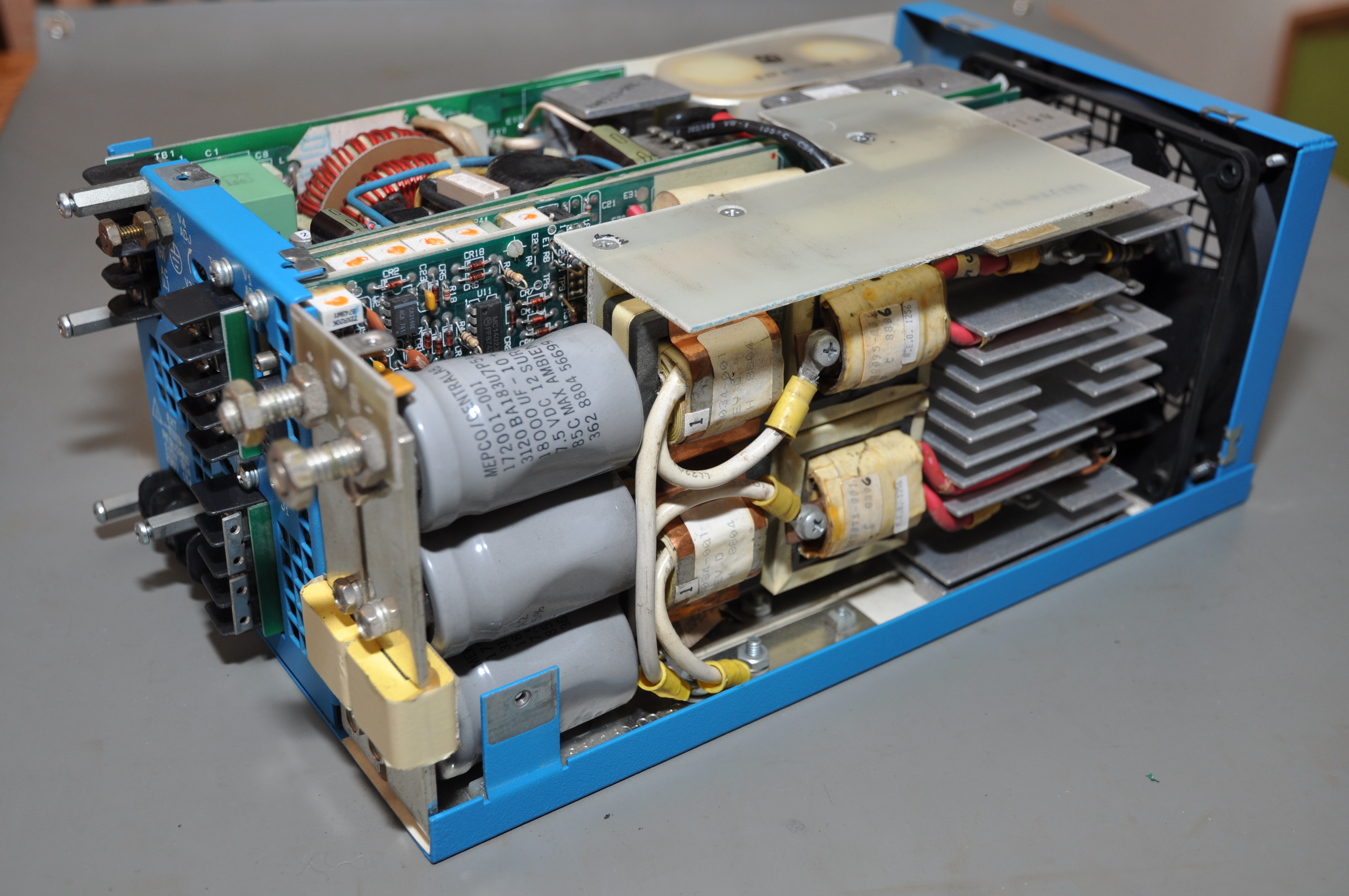
Geöffnetes „Mighty-MITE-A“-1000W-Netzteil

## Wirtschaftliche Probleme und Niedergang
LH Research war auf die Produktion von Netzteilen spezialisiert, die hohe Ströme bei niedrigen Spannungen liefern konnten. Dies war vor allem auf die Anforderungen von Minicomputern zugeschnitten, welche diese Art der Stromversorgung für ihre Transistor-Transistor-Logik (TTL)-Chips benötigten. Durch das Aussterben dieser Computerklasse zu Gunsten der CMOS-basierten PCs und Server, verlor LH Research den Großteil ihres Kundenstamms. Obwohl LHR gegen Ende ihrer Firmengeschichte eine Umstellung auf den aufstrebenden PC-Markt versuchte, sah sie sich Anfang der 90er Jahre einer rasch wachsenden inländischen und asiatischen Konkurrenz konfrontiert, und wurde 1996 durch Charter Power Systems aufgekauft, welche seit Juni 1997 unter dem Namen C&D Technologies firmiert. Die Firma Pioneer Magnetics in New Jersey bietet eine Versorgung mit Ersatznetzteilen an.

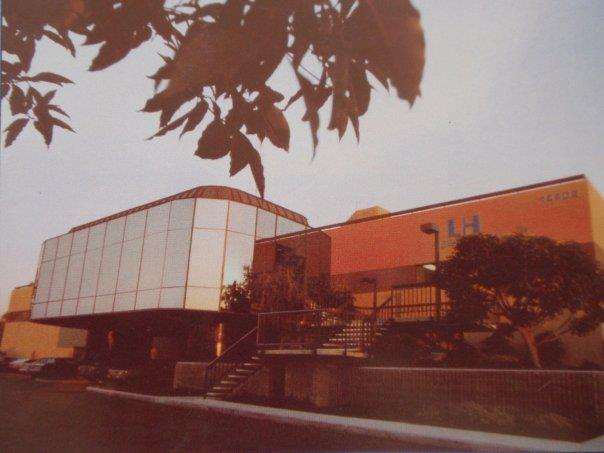
Das 2009 abgerissene Hauptgebäude in der Franklin Avenue in Tustin

## Einfluss auf die Schaltnetzteil-Industrie
Durch LHRs wirtschaftlichen Erfolge wurde Orange County in Kalifornien ein Anziehungspunkt für die Schaltnetzteil-Industrie. Viele der dort gegründeten Leistungselektronik-Firmen sind bis heute aktiv. Hierzu zählen Magnetic Design Labs, Inc., TESLAco, 3Y Power Technology, Inc. (Teil der FSP Group), B&K Precision Corp, IntelliPower Inc., Interact Power, Inc. und viele mehr.
Die aufstrebende Schaltnetzteil-Industrie hatte einen wachsenden Bedarf an Bauelementen und zog daher selbst wiederum viele Fertigungsdienstleister für elektronische Komponenten an. Beispielsweise einige der ersten integrierten Schaltkreise für die Netzteilregelung wurden in Orange County von der Firma Silicon General hergestellt (1999 aufgekauft von Microsemi).
R. D. Middlebrook, der als einer der Gründerväter der Leistungselektronik galt, zog durch seine Forschung im Bereich der Regelung von Schaltnetzteilen am California Institute of Technology viele Ingenieursstudenten an. Seine Arbeit wird von ehemaligen Studenten fortgesetzt: Keyue Smedley führt eine Arbeitsgruppe für Leistungselektronik an der University of California, Irvine. Slobodan Ćuk war 23 Jahre lang Professor für Elektrotechnik am California Institute of Technology. Er forscht und lehrt im Bereich Leistungselektronik. Seine bekannteste Arbeit ist die Erfindung des Ćuk-Wandlers, den er in 1976 zusammen mit Middlebrook vorstellte. Ćuks Firma TESLAco entwickelte in Zusammenarbeit mit Honeywell ein hybrides Ćuk-Wandler-Modul für NASAs ORION-Raumschiff.